# داء النغف
داء النَّغَف أو داء الدودة الحلزونية (باللاتينية: Myiasis) هو مرض يصيب الحيوان أو الإنسان وتسببه يرقات بعض ثنائيات الأجنحة الطفيلية التي تتغذى على الأنسجة أو الأعضاء الحية للجسم.

## إطار الإصابة به
يصيب هذا المرض الثدييات مثل: الأبقار الإبل والخيل والماعز والخراف والقطط والكلاب وأحيانا الطيور. ويمكن أن يصيب أيضا الإنسان. وفي بعض الحالات القليلة يصيب البرمائيات والزواحف.
ويؤدي هذا المرض إلى كثير من الخسائر الاقتصادية فمعدل الخسائر السنوية بسبب إصابة الخراف والمواشي بذلك المرض في أستراليا تقدر بحوالي 70 مليون دولار سنويا.

## مناطق انتشاره
ينتشر هذا المرض في المناطق الحارة والرطبة، والمسبب الرئيسي له هي ذبابة الدودة الحلزونية المنتشرة بشكل كبير في المناطق التالية من العالم :
- القارة الأفريقية: المناطق الاستوائية والمناطق شبه الاستوائية (في منطقة الغابات الاستوائية من السنغال إلى وسط أفريقيا وجنوباً إلى أنغولا وروديسيا).
- القارة الأمريكية.
- أستراليا

وقد بدأت بالظهور في بعض بلدان الشرق الأوسط كالعراق ومصر والسعودية واليمن ودول الخليج.

## أماكن الإصابة
- أولاً / جسم الإنسان : 

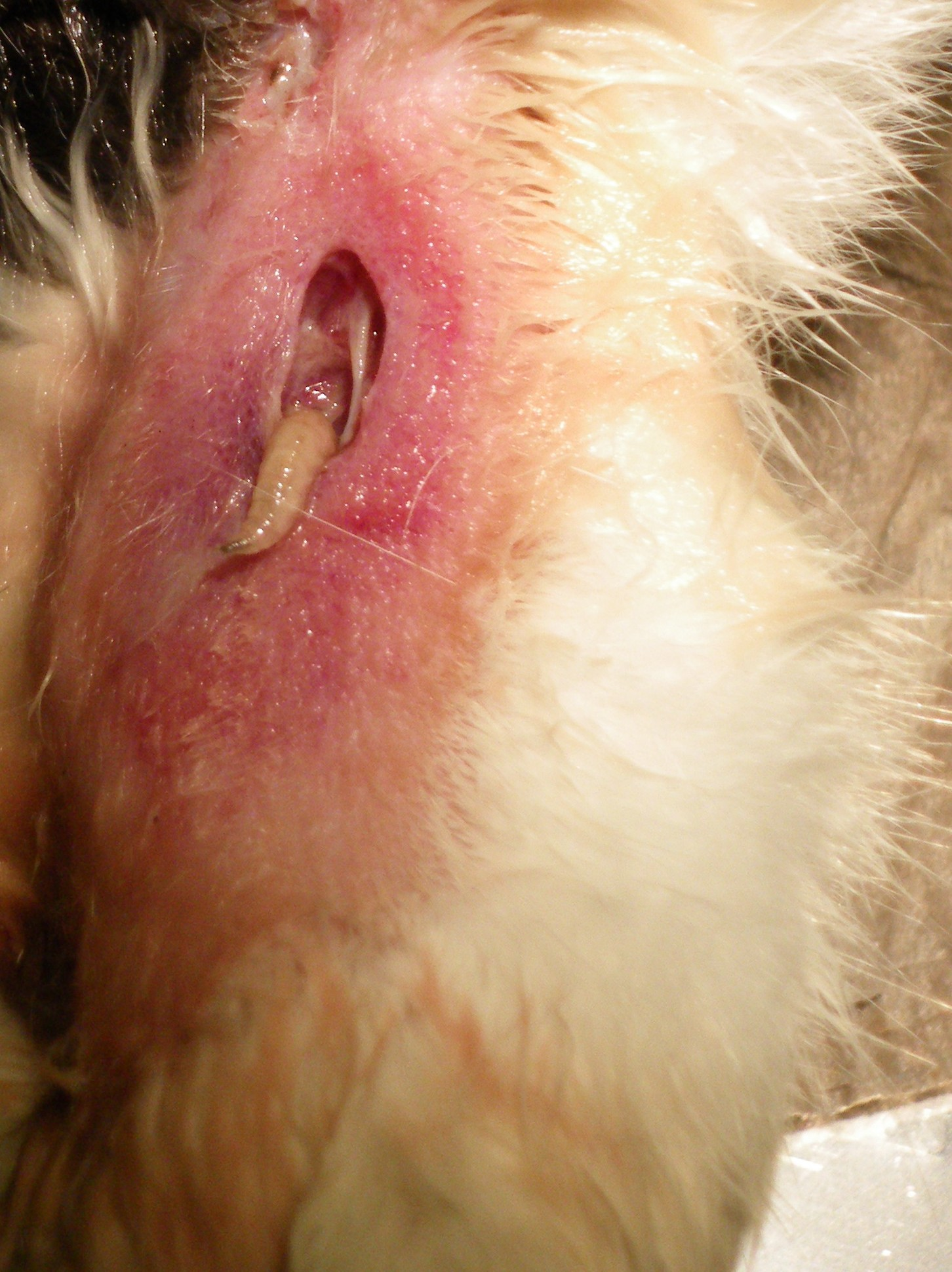
نغف عند قطة.

يصاب الإنسان بهذا المرض لعدة أسباب مثل :
- إهمال الجروح وتلوثها مما يشكل بيئة مناسبة لوضع بيض الذبابة.
- تناول الأطعمة المكشوفة والملوثة ببيض الذبابة أو يرقاتها.
- إهمال النظافة الشخصية للأذن والأنف.. مما قد يسبب تسلل يرقات الذبابة إلى داخل الجسم.
- شرب المياة الملوثة.
- عدم الاعتناء بالملابس وكيها، فقد تضع الذبابة بويضاتها على الملابس الغير المغسولة.

وأكثر الأماكن التي تظهر فيها علامات المرض هي :
- أماكن الجروح.
- الجهاز الهضمي.
- الجلد.
- العين.
- الأذن.
- البلعوم.
- الجهاز البولي.
- الجهاز التناسلي.

- ثانياً / جسم الحيوان : 
تضع أنثى الذبابة البيض على شكل كتل مسطحة في الأماكن التالية :
- حواف الجروح فأي جرح على جسم الحيوان يجذب تلك الذبابة مثال جرح ناتج عن قص القرون، جز الصوف.
- الأغشية المخاطية الموجودة في فتحات الجسم مثل الأنف والعين والفم والأذن والمهبل.
- في مؤخرة الحيوان حيث يكون هذا المكان رطب وملوث ببول وبراز الحيوان.
- مكان السرة عند الحيوانات الحديثة الولادة يعتبر من الأماكن المنتشرة لوضع بيض الذبابة.
- منطقة الشرج والمهبل خاصة إذا كان بها جرح بعد الولادة.

## أعراضه
- أولاً / جسم الإنسان : 
- تقرحات جلدية شديدة الحكة ثم تتطور إلى ما يشبه الدمل ويكون شديد الألم وتخرج منه إفرازات صديدية.
- عند إصابة الجهاز الهضمي: ألم بالبطن وقئ وإسهال. وأحيانا لا تظهر أي أعراض.
- غالباً ما تصدر مخلفات اليرقات رائحة نتنة أو مزعجة.

- ثانياً / جسم الحيوان : 
- قُرح جلدية وإفرازات صديدية ذات رائحة كريهة.
- فقدان الشهية والضعف بسبب حدوث التهاب بكتيري وتلوث الدم.
- أثناء فترة تغذية الدودة، يتوسع الجرح ببطء وقد تذوب الأنسجة الحية للعضو المصاب حتى يظهر العظم عارياً أمام العين.

وكثيراً ما تأخذ المسألة منحى أشد خطورة جراء تآكل اللحم والذي قد ينتهي بانفصال العضو المصاب عن الجسم، مما يؤدي إلى الوفاة إذا لم يتم تدارك الأمر.

## العلاج
يعتبر العلاج الأمثل والمتعارف عليه غالباً في قطع الهواء ومنعه عن الدودة مما يجبرها على الخروج إلى سطح الجلد، وذلك عبر استخدام الفازلين أو أي مادة مشابهة له وما إن تظهر على سطح الجلد يتم انتزاعها باستخدام الجفت الطبي ومن ثم يتم تنظيف مكان الجرح بشكل جيد.
وهناك طريقة أخرى للعلاج وهي استخدام التخدير الموضعي وانتزاع الدودة من الجسم.

## الوقاية
- إطلاق الذباب الذكور العقيم بعد معاملتها بأشعة غاما Sterile Insect Technique فتقوم بالتزاوج مع الإناث ويكون البيض الذي تضعه الإناث غير مُخصب وبالتالي لا يتحول إلى المرحلة الدودية.
- إزالة الصوف في الخراف في المنطقة عند الذيل وبين السيقان الخلفية لأنها تُعتبر الأماكن المفضلة لنمو الدودة الحلزونية.
- التطهير الجيد لمكان أي جرح بالحيوان.
- رش الحيوانات بمحاليل قاتلة للطفيليات.
- التخلص من الكلاب المريضة التي تزيد من انتشار المرض لكثرة وجود جروح بها تجذب الذبابة الحلزونية.
- كي الملابس الملابس المغسولة بعد نشرها: قد تضع الذبابة بويضاتها على الملابس المغسولة أثناء نشرها ويتوجب كيها قبل ارتدائها فحرارة الشمس قد لا تكون كافية لقتل البويضة.

## معرض صور

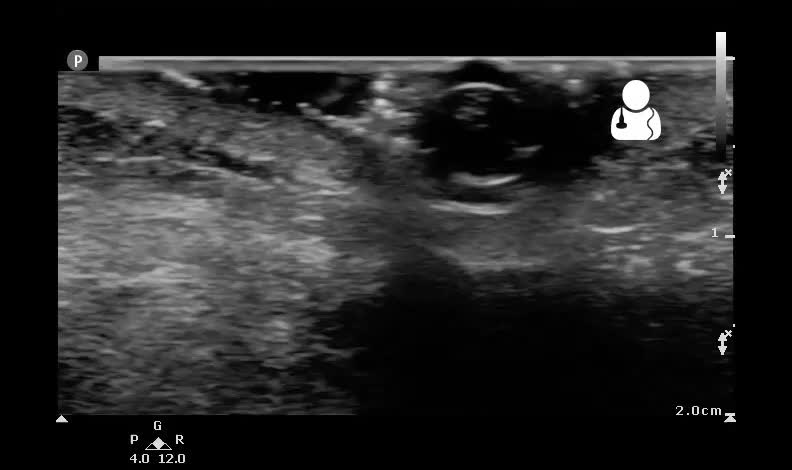